# Заворожений (фільм, 1945)
«Заворожений» (англ. Spellbound) — американський психологічний трилер 1945 року режисера Альфреда Гічкока із Інгрід Бергман, Грегорі Пеком та Майклом Чеховим у головних ролях. В центрі сюжету – психоаналітик, яка закохується в нового керівника вермонтської лікарні, після чого з'ясовується, що той є самозванцем, який страждає на диссоціативну амнезію, й, можливо, вбивцею. Фільм заснований на романі  1927 року «Будинок доктора Едвардса» Гіларі Сент-Джорджа Сондерса та Джона Палмера.
Фільм вийшов на екрани в Нью-Йорку на Гелловін 1945 року, а з 28 грудня 1945 року на американський прокат. Фільм отримав схвальні відгуки критиків та мав касовий успіх, зібравши 6,4 мільйона доларів у Сполучених Штатах та зібрав значні кошти в Лондоні. Фільм отримав шість номінацій на премію «Оскар», у тому числі за «найкращий фільм» та «найкращу режисуру», також переміг у категорії «найкраща оригінальна музика».

## Сюжет
В інститут психіатрії приїжджає новий директор, відомий вчений Едвардс. Співробітниця інституту Констанс Пітерсен виявляє до нього не тільки професійний інтерес, і у них зав'язується бурхливий любовний роман.
Але молодий професор починає поводитися дуже дивно, і незабаром Констанс виявляє, що її коханий не той, за кого себе видає, він — самозванець, що хворіє на амнезію. Його справжнє ім'я Джон Баллантайн, і все вказує на те, що він був пацієнтом зниклого доктора Едвардса і, можливо, він і є вбивцею.
Не вірячи, що Джон злочинець, Констанс відвозить його до свого старого вчителя доктора Брюлова. Вони сподіваються, вивчивши сни Джона, розкрити таємниці, приховані в глибинах його свідомості.

## Виробництво
Зйомки проходили влітку 1944 року у Вермонті, Юті та Лос-Анджелесі.
Сцена сну у фільмі поставлена художником Сальвадором Далі. За деякими джерелами, продюсер фільму Девід Сельцник вирізав всі інші сцени, створені Далі.
За своїм звичаєм, Альфред Гічкок ненадовго з'являється у своєму фільмі в образі людини з сигарою, що виходить з ліфта в Empire State Hotel, на 45-й хвилині фільму.

## У ролях
- Інгрід Бергман — доктор Констанс Петерсен
- Грегорі Пек — Джон Баллантайн і «доктор Ентоні Едвардс»
- Майкл Чехов — доктор Александр «Алекс» Брюллов
- Лео Г. Керрол — доктор Мерчісон
- Ронда Флемінг — Мері Кармайкл
- Джон Емері — доктор Флеро
- Норман Ллойд — містер Гермес
- Білл Гудвін — детектив
- Стівен Герей — доктор Графф
- Дональд Кертіс — Гаррі

## Нагороди й номінації
Нагороди премії Оскар 1946:
- Найкраща музика — Міклош Рожа

Номінації премії Оскар 1946:
- Найкращий актор другого плану — Майкл Чехов
- Найкраща операторська робота (ч / б) — Джордж Барнс
- Найкращий режисер — Альфред Гічкок
- Найкращі спецефекти — Джек Косгроув
- Найкращий фільм